# San Agustín Citlali
San Agustín Citlali är en ort i Mexiko, tillhörande kommunen Almoloya de Juárez i den västra delen av delstaten Mexiko, i den centrala delen av landet. Orten hade 3 111 invånare vid folkräkningen 2010.